# Bledar Hajdini
Bledar Hajdini (född 19 juni 1995) är en kosovoalbansk professionell fotbollsspelare som senast spelade som målvakt för den kosovoklubben Llapi.

## Tidig karriär
Hajdini började sin fotbollskarriär med den lokala klubben Hysi vid tio års ålder. Under sin tid i klubben beskrevs han som en "begåvad" målvakt av en av sina nya managers, han tillbringade åtta år i klubben innan han flyttade till Pristina 2013 och spelade i två år innan han flyttade till Trepça '89.

### Trepça'89
I juni 2015 gick Hajdini med Trepça'89 i Kosovo Football Super League.

### Llapi
Den 1 juni 2018 gick Hajdini med Llapi i Kosovo Football Super League.[1]

### Ballkani
Den 14 december 2018 gick Hajdini till Kosovo Football Super League-klubben Ballkani, på lån till slutet av säsongen 2018–19.[2]

## Internationell karriär
Den 2 oktober 2016 fick Hajdini en uppmaning från Kosovo för 2018 FIFA World Cup-kvalmatcher mot Kroatien och Ukraina.[3] Den 13 november 2017 gjorde han sin debut för Kosovo i en vänskapsmatch mot Lettland efter att ha ersatts i den 68:e minuten av Samir Ujkani.[4]

## Personligt liv
Hajdini föddes i Fürstenfeldbruck, Tyskland, av en kosovoalbansk far och en kosovoalbansk mor från Podujeva.